# Privilegium fori
Het privilegium fori was het voorrecht van de geestelijke stand tijdens het ancien régime om enkel berecht te worden door een geestelijke rechtbank. De term wordt ook gebruikt om het algemene privilege aan te duiden om berecht te worden door een rechtbank van gelijken, onder andere voor de hoge adel. Dit voorrecht gold zowel voor civiele als strafrechtelijke zaken.
Het privilege ontstond al zeer vroeg in de geschiedenis van de Katholieke Kerk, met name in de 4e eeuw. De rechten van de wereldlijke rechtbanken over de clerus werden sterk ingeperkt, tot in 451, op de synode van Chalcedon de geestelijken enkel nog maar ondergeschikt waren aan de bisschoppelijke rechtbanken. Deze situatie werd in 1220 door keizer Frederik II bevestigd. Een geestelijke kon enkel voor een wereldlijke rechtbank gedaagd worden wanneer die zijn status als geestelijke verloor.
De vorsten probeerden gedurende het volledig ancien régime hun greep op hun land te versterken. Hierbij werd de uitzonderingspositie van de clerus op juridisch vlak sterk aangevallen, waarbij het privilegium fori voor de clerici sterk werd uitgehold. Deze evolutie begon in Engeland en Frankrijk, maar verspreidde zich over Europa tijdens de vroegmoderne tijd. Tijdens de Franse Revolutie werd het systeem in zijn geheel afgeschaft.